# Ngọc Lâm (phường)
Ngọc Lâm là một phường thuộc quận Long Biên, thành phố Hà Nội, Việt Nam.
Phường Ngọc Lâm được thành lập năm 2003 trên cơ sở 83,04 ha diện tích tự nhiên và 19.604 người của thị trấn Gia Lâm và 30 ha diện tích tự nhiên (mặt nước sông Hồng) của xã Bồ Đề, huyện Gia Lâm. Hiện nay, phường có diện tích 1,13 km², dân số năm 2022 là 25.746 người, mật độ dân số đạt 22.784 người/km².

## Vị trí địa lý
Đường địa giới hành chính được xác định theo tim đường Nguyễn Văn Cừ, đoạn từ cầu Chương Dương đến đường Ngô Gia Khảm; tim đường Ngô Gia Khảm, đoạn từ đường Nguyễn Văn Cừ đến ga Gia lâm và đường địa giới của thị trấn Gia Lâm cũ, phần giáp với các phường Ngọc Thuỵ, Thượng Thanh.
Địa giới hành chính phường Ngọc Lâm:
- Phía đông giáp phường Gia Thụy
- Phía tây và phía nam giáp quận Hoàn Kiếm và phường Bồ Đề
- Phía bắc giáp các phường Ngọc Thụy và Thượng Thanh.

## Lịch sử
Thị trấn Gia Lâm xưa (thuộc huyện Gia Lâm), nay là phường Ngọc Lâm (thuộc quận Long Biên), nằm trên vùng đất cổ bên tả ngạn sông Hồng, ở vị trí chiến lược quan trọng phía Bắc Thủ đô Hà Nội. Vùng đất có lịch sử phát triển lâu đời và giàu tiềm năng phát triển. Nhân dân có truyền thống kiên cường chống chọi với thiên nhiên khắc nghiệt để sinh tồn và bất khuất chống quân xâm lược; đoàn kết, cần cù lao động trong dựng xây cuộc sống.
Ngược theo dòng lịch sử, phường Ngọc Lâm hiện nay là vùng đất được hình thành từ lâu đời thuộc châu thổ sông Hồng màu mỡ, phì nhiêu, nhưng lại rất gần vùng chuyển tiếp với địa hình trung du, nơi cư trú của những người Việt cổ. Vào thời dựng nước, phường Ngọc Lâm xưa thuộc đất Thành Long Biên. Thời Lý thuộc phủ Thiên Đức; thời Trần thuộc lộ Bắc Giang; thời Hậu Lê thuộc phủ Thuận An; thời nhà Nguyễn thuộc trấn Kinh Bắc, sau đổi thành tỉnh Bắc Ninh.
Thời kỳ Pháp thuộc, phường Ngọc Lâm vốn thuộc đất các xã Ái Mộ, Ngọc Lâm và Thượng Cát (tổng Gia Thụy). Đến những năm đầu của thế kỷ XX khi cầu Long Biên được đưa vào sử dụng, nối liền Hà Nội với Bắc Ninh con đường thuộc địa số 1 (quốc lộ 1), nơi đầu phía Bắc của cầu Long Biên đã dần hình thành thị xã. Từ đầu năm 1946, thị xã Ngọc Thụy được thành lập (theo quyết định của Ủy ban hành chính tỉnh Bắc Ninh) gồm phố Ái Mộ, phố Ngọc Lâm, phố Thượng Cát, các làng quanh sân bay Gia Lâm và các làng phía Bắc đường 1...
Tháng 3-1949, khu Ngọc Thụy sáp nhập vào huyện Gia Lâm. Sau gần 1 năm cắt chuyển về tỉnh Hưng Yên để mở mặt trận đường 5, cuối năm 1949, huyện Gia Lâm trở về thuộc tỉnh Bắc Ninh. Ngày ngày 11 tháng 11 năm 1954, Ban Bí thư Trung ương Đảng Lao động Việt Nam ban hành Quyết định số 49/NQ-TW và ngày ngày 13 tháng 12 năm 1954 Thủ tướng Chính phủ ban hành Quyết định 420/TTg sáp nhập vào thành phố Hà Nội khu vực phố Gia Lâm, khu nhà ga Gia Lâm, sân bay Gia Lâm và 4 xã Hồng Tiến, Việt Hưng, Long Biên, Ngọc Thụy.
Ngày ngày 31 tháng 5 năm 1961, Thủ tướng Chính phủ ra Quyết định số 78/CP về việc chia các khu vực nội thành và ngoại thành của thành phố Hà Nội, trong đó huyện Gia Lâm gồm 2 thị trấn và 31 xã. Thị trấn Gia Lâm được thành lập, bao gồm các phố Thượng Cát (của xã Thượng Thanh), phố Ga, phố Ái Mộ, phố Ngọc Lâm, xóm Giếng, xóm Chùa, xóm Chợ A và xóm Trung Quân của thôn Ái Mộ (thuộc xã Hồng Tiến).
Phường Ngọc Lâm hình thành và phát triển trên vùng đất có nhiều di tích lịch sử văn hóa gắn liền với trấn Kinh Bắc và Thăng Long - Hà Nội ngàn năm văn hiến. Người dân nơi đây có cốt cách thuần hậu của người lao động, mang phẩm chất của người Kinh Bắc, Kinh Kỳ tinh tế và lịch lãm trong giao tiếp ứng xử, sống tình nghĩa, chan hòa với cộng đồng làng xóm.
Ngày 6/11/2003, Chính phủ ban hành Nghị định số 132/2003/NĐ-CP về việc điều chỉnh địa giới hành chính để thành lập quận Long Biên thuộc Thành phố Hà Nội. Phường Ngọc Lâm là một trong 14 phường của quận Long Biên được thành lập. Với tổng diện tích đất tự nhiên 113,04 ha, trong đó đất ở là 57,01 ha. Khi thành lập toàn phường có 4.561 hộ với 19.604 nhân khẩu, chia thành 27 tổ dân phố. Phường Ngọc Lâm chính thức đi vào hoạt động từ ngày ngày 1 tháng 1 năm 2004.